# Šangina
La Šangina (in russo Шангина?; in lingua sacha: Шангин) è un fiume della Siberia Orientale, affluente di destra dell'Indigirka (bacino idrografico del mare della Siberia orientale). Scorre negli ulus Srednekolymskij e Abyjskij della Sacha-Jacuzia.
Ha origine nella parte settentrionale dell'Altopiano dell'Alazeja e scorre dapprima in direzione orientale poi prevalentemente settentrionale. La lunghezza del fiume è di 344 km, l'area del bacino è di 5 750 km². Sfocia nell'Indigirka a 420 km dalla foce. Il suo maggior affluente, proveniente da destra è l'Ogustach (lungo 74 km). Non incontra alcun centro urbano in tutto il percorso. 